# Campanar d'Isanta
La Torre de les Hores o Campanar d'Isanta
és un campanar de la ciutat de Solsona, inclòs a l'Inventari del Patrimoni Arquitectònic de Catalunya

## Situació

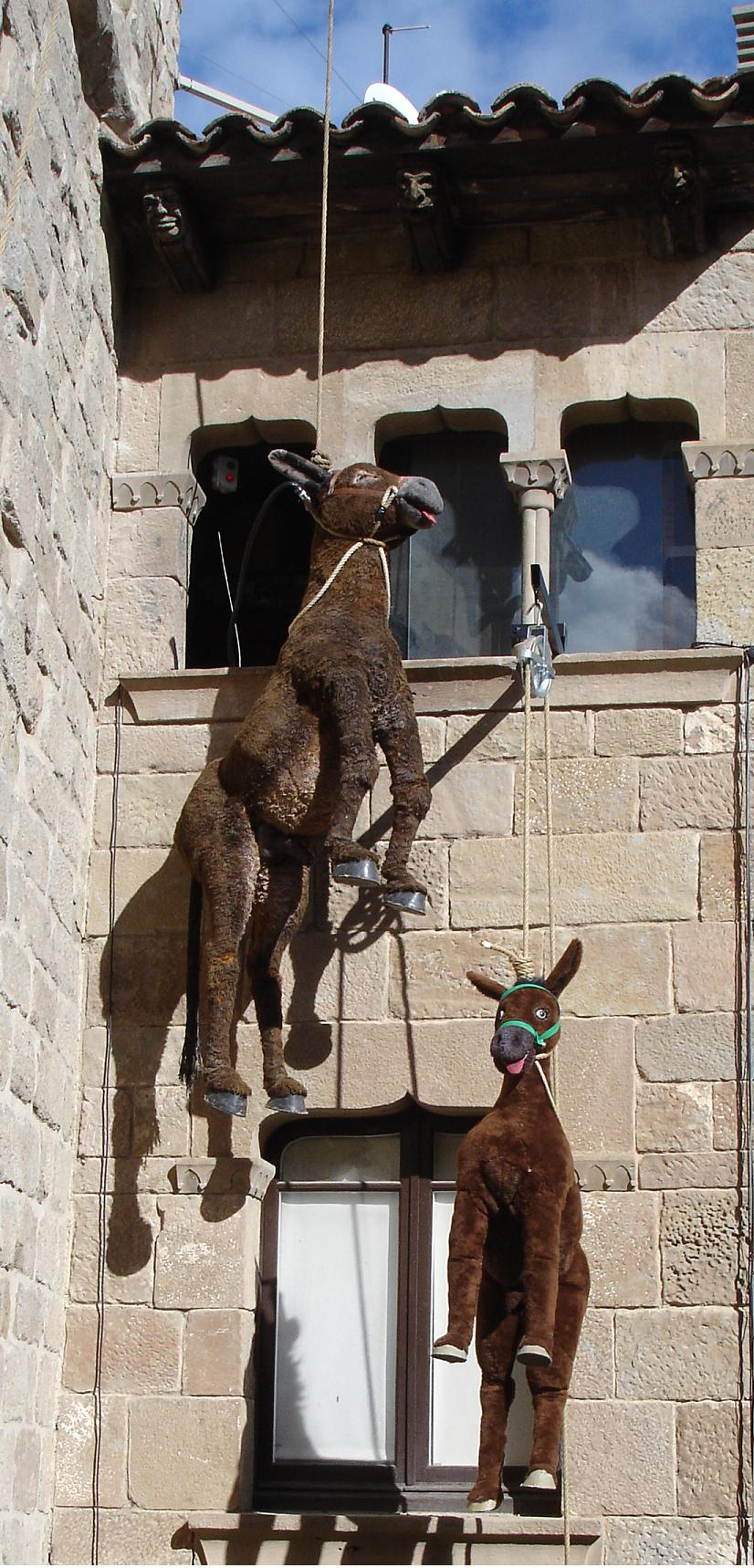
Rucs del Carnaval de Solsona, penjats dalt de la Torre de les Hores

Està ubicada a la plaça que porta el mateix nom (o també anomenada plaça del Ruc en honor de la penjada del Ruc que es duu a terme per Carnaval). Just al seu costat hi ha un petit portal que condueix per mitjà d'unes escales fins a la Plaça de Sant Joan.
Datada abans de l'any 1500, inicialment comptava amb dues campanes: una per a tocar a foc i a l'altra sometent, i l'altra a utilitzar-se com a rellotge (actualment encara en ús). I a més de tocar les hores, el campanar tenia la utilitat d'anunciar les sessions plenàries de l'Ajuntament de la ciutat.

## Restauració (2005-2006)
A finals de l'any 2005 s'hi va dur a terme una sèrie de treballs de restauració: sanejament i la rehabilitació dels paraments interiors i les façanes, la reparació de la coberta i la renovació de la instal·lació elèctrica. Aquestes obres van finalitzar l'agost de 2006 amb la instal·lació del rellotge, la restauració del qual va ser duta a terme per Frederic Ferré, i la recuperació del so de la campana petita de la torre, que es creu que es prové del primer rellotge medieval del campanar per la presència dels relleus en fosa de tipus gòtic.

## Penjada del Ruc
Durant una de les festes més populars de Solsona, el Carnaval, el dissabte a la nit té lloc a la Torre de les Hores, l'acte més emblemàtic de la festa solsonina, que consisteix en la penjada del Ruc dalt del campanar, per rememorar la llegenda que ha donat el nom de "mata-rucs" als solsonins.